# Physalacriaceae
Physalacriaceae es una familia de hongos basidiomicetos del orden Agaricales. Esta familia contiene 5 géneros y 150 especies aproximadamente. Las especies del género tienen una amplia distribución, pero la mayoría se encuentran en el trópico, particularmente en el sudeste asiático y Oceanía.

## Comestibilidad
Dentro de las distintas especies de cada género, se encuentran algunos hongos que son comestibles y otros que no lo son.